# Lista planetelor minore: 283001–284000
Aceasta este lista planetelor minore cu numerele 283001–284000.

## 283001–283100
| Denumire              | Denumire provizorie | Data descoperirii  | Locul descoperirii | Descoperitor(i)        |
| --------------------- | ------------------- | ------------------ | ------------------ | ---------------------- |
| 283001 –              | 2007 TF386          | 15 octombrie 2007  | Catalina           | CSS                    |
| 283002 –              | 2007 TH387          | 13 octombrie 2007  | Kitt Peak          | Spacewatch             |
| 283003 –              | 2007 TS390          | 14 octombrie 2007  | Mount Lemmon       | Mount Lemmon Survey    |
| 283006 –              | 2007 TU418          | 8 octombrie 2007   | Anderson Mesa      | LONEOS                 |
| 283007 –              | 2007 UF             | 16 octombrie 2007  | Bisei SG Center    | BATTeRS                |
| 283014 –              | 2007 VC94           | 7 noiembrie 2007   | Socorro            | LINEAR                 |
| 283022 –              | 2007 VA234          | 8 noiembrie 2007   | Purple Mountain    | PMO NEO Survey Program |
| 283034 –              | 2007 XG15           | 7 decembrie 2007   | Pla D'Arguines     | R. Ferrando            |
| 283038 –              | 2008 BS14           | 28 ianuarie 2008   | Altschwendt        | W. Ries                |
| 283056 –              | 2008 OH             | 25 iulie 2008      | La Sagra           | OAM                    |
| 283057 Casteldipiazza | 2008 OZ5            | 24 iulie 2008      | San Marcello       | L. Tesi, G. Fagioli    |
| 283061 –              | 2008 QZ5            | 25 august 2008     | Reedy Creek        | J. Broughton           |
| 283073 –              | 2008 SP81           | 21 septembrie 2008 | Vicques            | M. Ory                 |
| 283084 –              | 2008 TD9            | 7 octombrie 2008   | Calvin-Rehoboth    | L. A. Molnar           |

## 283101–283200
| Denumire     | Denumire provizorie | Data descoperirii  | Locul descoperirii | Descoperitor(i)         |
| ------------ | ------------------- | ------------------ | ------------------ | ----------------------- |
| 283117 –     | 2008 VU             | 1 noiembrie 2008   | Tzec Maun          | E. Schwab               |
| 283118 –     | 2008 VX             | 1 noiembrie 2008   | Needville          | J. Dellinger, C. Sexton |
| 283138 –     | 2008 YJ4            | 22 decembrie 2008  | Dauban             | F. Kugel                |
| 283140 –     | 2008 YX24           | 28 decembrie 2008  | Mayhill            | A. Lowe                 |
| 283141 –     | 2008 YW26           | 28 decembrie 2008  | Wildberg           | R. Apitzsch             |
| 283142 Weena | 2008 YV29           | 29 decembrie 2009  | Taunus             | E. Schwab, R. Kling     |
| 283143 –     | 2008 YO34           | 31 decembrie 2008  | Bergisch Gladbach  | W. Bickel               |
| 283167 –     | 2009 DN26           | 22 februarie 2009  | Calar Alto         | F. Hormuth              |
| 283184 –     | 2009 WA33           | 10 octombrie 2002* | Apache Point       | SDSS                    |
| 283187 –     | 2010 BB13           | 16 ianuarie 2010   | WISE               | WISE                    |
| 283192 –     | 2010 CE44           | 13 februarie 2010  | Calvin-Rehoboth    | Calvin College          |

## 283201–283300
| Denumire     | Denumire provizorie | Data descoperirii | Locul descoperirii | Descoperitor(i)        |
| ------------ | ------------------- | ----------------- | ------------------ | ---------------------- |
| 283202 –     | 2010 EA43           | 13 martie 2010    | Jarnac             | Jarnac                 |
| 283236 –     | 2010 TT162          | 11 octombrie 2010 | Saint-Sulpice      | B. Christophe          |
| 283258 –     | 2011 FH18           | 30 iulie 2005*    | Palomar            | NEAT                   |
| 283262 –     | 2011 FU147          | 2 februarie 1981* | Siding Spring      | S. J. Bus              |
| 283264 –     | 2011 FT151          | 7 aprilie 2006*   | Siding Spring      | SSS                    |
| 283265 –     | 2011 FM155          | 6 august 2007*    | Lulin Observatory  | LUSS                   |
| 283275 –     | 2011 HE29           | 13 iulie 1993*    | La Silla           | E. W. Elst             |
| 283277 Faber | 2011 HX34           | 13 august 2004*   | Cerro Tololo       | L. H. Wasserman        |
| 283279 –     | 2011 HH38           | 16 mai 2007*      | XuYi               | PMO NEO Survey Program |
| 283281 –     | 2011 HR54           | 5 iunie 2002*     | Haleakala          | NEAT                   |

## 283301–283400
| Denumire | Denumire provizorie | Data descoperirii  | Locul descoperirii | Descoperitor(i)                                     |
| -------- | ------------------- | ------------------ | ------------------ | --------------------------------------------------- |
| 283316 – | 1029 T-3            | 17 octombrie 1977  | Palomar            | C. van Houten, I. van Houten-Groeneveld, T. Gehrels |
| 283319 – | 1992 WR4            | 19 noiembrie 1992  | Palomar            | E. F. Helin                                         |
| 283325 – | 1997 AA23           | 10 ianuarie 1997   | Mauna Kea          | C. Veillet                                          |
| 283329 – | 1997 RG8            | 11 septembrie 1997 | Dynic              | A. Sugie                                            |
| 283330 – | 1998 FL14           | 26 martie 1998     | Caussols           | ODAS                                                |
| 283333   | 1998 QW29           | 23 august 1998     | Xinglong           | BAO Schmidt CCD Asteroid Program                    |

## 283401–283500
| Denumire | Denumire provizorie | Data descoperirii | Locul descoperirii | Descoperitor(i) |
| -------- | ------------------- | ----------------- | ------------------ | --------------- |
| 283461 – | 2001 PX28           | 14 august 2001    | San Marcello       | San Marcello    |
| 283477 – | 2001 QY305          | 19 august 2001    | Cerro Tololo       | M. W. Buie      |

## 283501–283600
| Denumire | Denumire provizorie | Data descoperirii | Locul descoperirii | Descoperitor(i)            |
| -------- | ------------------- | ----------------- | ------------------ | -------------------------- |
| 283511 – | 2001 TZ13           | 12 octombrie 2001 | Ondřejov           | P. Kušnirák                |
| 283519 – | 2001 TP47           | 14 octombrie 2001 | Cima Ekar          | Asiago-DLR Asteroid Survey |
| 283593 – | 2001 YU4            | 23 decembrie 2001 | Kingsnake          | J. V. McClusky             |

## 283601–283700
| Denumire | Denumire provizorie | Data descoperirii | Locul descoperirii | Descoperitor(i) |
| -------- | ------------------- | ----------------- | ------------------ | --------------- |
| 283614 – | 2002 CQ50           | 12 februarie 2002 | Desert Eagle       | W. K. Y. Yeung  |
| 283671 – | 2002 PV163          | 8 august 2002     | Palomar            | S. F. Hönig     |
| 283700 – | 2002 RG239          | 8 septembrie 2002 | Haleakala          | R. Matson       |

## 283701–283800
| Denumire        | Denumire provizorie | Data descoperirii | Locul descoperirii | Descoperitor(i)  |
| --------------- | ------------------- | ----------------- | ------------------ | ---------------- |
| 283751 –        | 2003 DR11           | 25 februarie 2003 | Campo Imperatore   | CINEOS           |
| 283757 –        | 2003 EU61           | 8 martie 2003     | Kitt Peak          | Deep Lens Survey |
| 283786 Rutebeuf | 2003 QF104          | 21 august 2003    | Saint-Sulpice      | Saint-Sulpice    |

## 283801–283900
| Denumire | Denumire provizorie | Data descoperirii  | Locul descoperirii | Descoperitor(i) |
| -------- | ------------------- | ------------------ | ------------------ | --------------- |
| 283810 – | 2003 SU182          | 20 septembrie 2003 | Črni Vrh           | Črni Vrh        |

## 283901–284000
| Denumire                | Denumire provizorie | Data descoperirii  | Locul descoperirii | Descoperitor(i)    |
| ----------------------- | ------------------- | ------------------ | ------------------ | ------------------ |
| 283957 –                | 2004 RF             | 1 septembrie 2004  | Great Shefford     | P. Birtwhistle     |
| 283990 Randallrosenfeld | 2004 SG2            | 16 septembrie 2004 | Jarnac             | T. Glinos, W. Levy |